# Niger i olympiska sommarspelen 1968
Niger deltog med 2 deltagare vid de olympiska sommarspelen 1968 i Mexico City. Ingen av landets deltagare erövrade någon medalj.

## Boxning
- Issaka Daborg
- Dary Dasuda